# Лакост, Рене
Жан Рене́ Лако́ст (фр. Jean René Lacoste, 2 июля 1904, Париж — 12 октября 1996) — французский теннисист, 10-кратный победитель турниров Большого шлема (7 раз в одиночном разряде и 3 раза в парном), бизнесмен, основатель марки одежды Lacoste. Был первой ракеткой мира по итогам 1926 и 1927 годов. Избран в Международный зал теннисной славы.
Спортивные прозвища — «Крокодил», «Аллигатор» (отсюда и пошла эмблема марки Lacoste). Младший из 4 знаменитых французских «теннисных мушкетёров» — Лакост, Жан Боротра (1898—1994), Жак Брюньон (1895—1978), Анри Коше (1901—1987). В паре Лакост чаще всего выступал с Жаном Боротра, а Коше с Брюньоном. Именно в паре с Боротра Лакост выиграл 3 турнира Большого шлема в парном разряде, а также бронзу на Олимпийских играх 1924 года в Париже.

## Теннис
Рене Лакост родился в Париже 2 июля 1904 года. Рене не играл в теннис до того, как в возрасте 15 лет не поехал со своим отцом в путешествие в Англию. Его отец, весьма успешный бизнесмен, позволил своему сыну заниматься теннисом, однако, сказал, что результаты должны появиться в самое скорое время. 
Лакост усиленно тренировался, читал всю доступную литературу по теннису и общей физической подготовке, и в 1923 году его вызывают в команду сборной Франции для участия в Кубке Дэвиса. И уже через 5 лет после начала карьеры, в возрасте 20 лет, Рене участвует в финале Уимблдонского турнира, где уступает Жану Боротра в 5 сетах (впервые французы играли в финале Уимблдона и Боротра стал первым неанглоязычным победителем Уимблдона в мужском одиночном разряде). На следующий год Лакост выигрывает открытый чемпионат Франции (впервые проводившийся в открытом для иностранцев режиме) и Уимблдон и в одиночном, и в парном разрядах. На протяжении 5 следующих сезонов Лакост неизменно выигрывает хотя бы 1 турнир Большого шлема. 
Одним из самых памятных финалов открытого чемпионата Франции стала победа Лакоста в 1927 году над 34-летним американцем Биллом Тилденом. Француз сумел одержать верх в упорнейшем матче со счётом 6-4 4-6 5-7 6-3 11-9. Это был последний матч на траве в истории открытого чемпионата Франции, со следующего года турнир стал проводиться на грунте.

## Торговая маркаLacoste
В 1933 году Рене вместе с Андре Жилье (фр. André Gillier), владельцем и президентом французской трикотажной компании того времени, создал фирму La Societe Chemise Lacoste по производству теннисных рубашек.

## Семья
Жена Лакоста Симона де ла Шом (фр. Simone de la Chaume, 1908—2001) — известная французская гольфистка, неоднократная победительница крупнейших женских турниров в 1920—1930-х годах. Также гольфом занималась и его дочь Катерина Лакост, которая выигрывала любительские турниры по гольфу в США и Англии.

## Финалы турниров Большого шлема за карьеру (14)

### Одиночный разряд (10)

#### Победы (7)
| Год  | Турнир                   | Покрытие | Соперник в финале | Счёт                 |
| 1925 | French Championships     | Трава    | Жан Боротра       | 7-5 6-1 6-4          |
| 1925 | Wimbledon                | Трава    | Жан Боротра       | 6-3 6-3 4-6 8-6      |
| 1926 | US Championships         | Трава    | Жан Боротра       | 6-4 6-0 6-4          |
| 1927 | French Championships (2) | Трава    | Билл Тилден       | 6-4 4-6 5-7 6-3 11-9 |
| 1927 | US Championships (2)     | Трава    | Билл Тилден       | 11-9 6-3 11-9        |
| 1928 | Wimbledon (2)            | Трава    | Анри Коше         | 6-1 4-6 6-4 6-2      |
| 1929 | French Championships (3) | Грунт    | Жан Боротра       | 6-3 2-6 6-0 2-6 8-6  |

#### Поражения (3)
| Год  | Турнир                   | Покрытие | Соперник в финале | Счёт                |
| 1924 | Wimbledon                | Трава    | Жан Боротра       | 6-1 3-6 6-1 3-6 6-4 |
| 1926 | French Championships     | Трава    | Анри Коше         | 6-2 6-4 6-3         |
| 1928 | French Championships (2) | Грунт    | Анри Коше         | 5-7 6-3 6-1 6-3     |

### Парный разряд (4)

#### Победы (3)
| Год  | Турнир                   | Покрытие | Партнёр     | Соперники в финале      | Счёт                 |
| 1925 | French Championships     | Трава    | Жан Боротра | Анри Коше Жак Брюньон   | 7-5 4-6 6-3 2-6 6-3  |
| 1925 | Wimbledon                | Трава    | Жан Боротра | Рэй Кейси Джон Хеннесси | 6-4 11-9 4-6 1-6 6-3 |
| 1929 | French Championships (2) | Грунт    | Жан Боротра | Анри Коше Жак Брюньон   | 6-3 3-6 6-3 3-6 8-6  |

#### Поражение (1)
| Год  | Турнир               | Покрытие | Партнёр     | Соперники в финале    | Счёт                |
| 1927 | French Championships | Трава    | Жан Боротра | Анри Коше Жак Брюньон | 2-6 6-2 6-0 1-6 6-4 |